# Vatteville
Vatteville – miejscowość i gmina we Francji, w regionie Normandia, w departamencie Eure.
Według danych na rok 1990 gminę zamieszkiwało 166 osób, a gęstość zaludnienia wynosiła 39 osób/km² (wśród 1421 gmin Górnej Normandii Vatteville plasuje się na 734. miejscu pod względem liczby ludności, natomiast pod względem powierzchni na miejscu 747.).